# Vilain XIIII

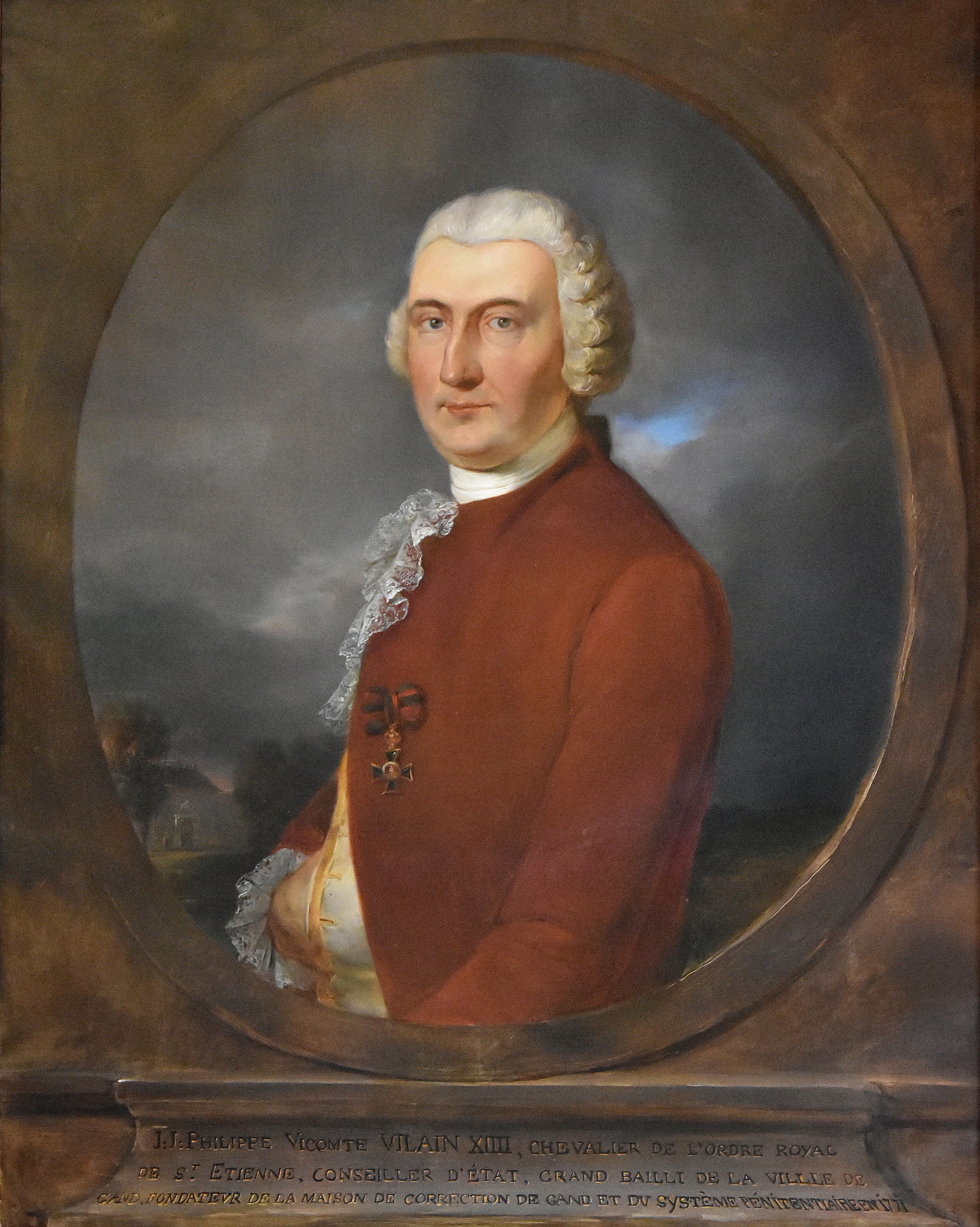
Jean Jacques Philippe Vilain XIIII, die leefde omstreeks 1750

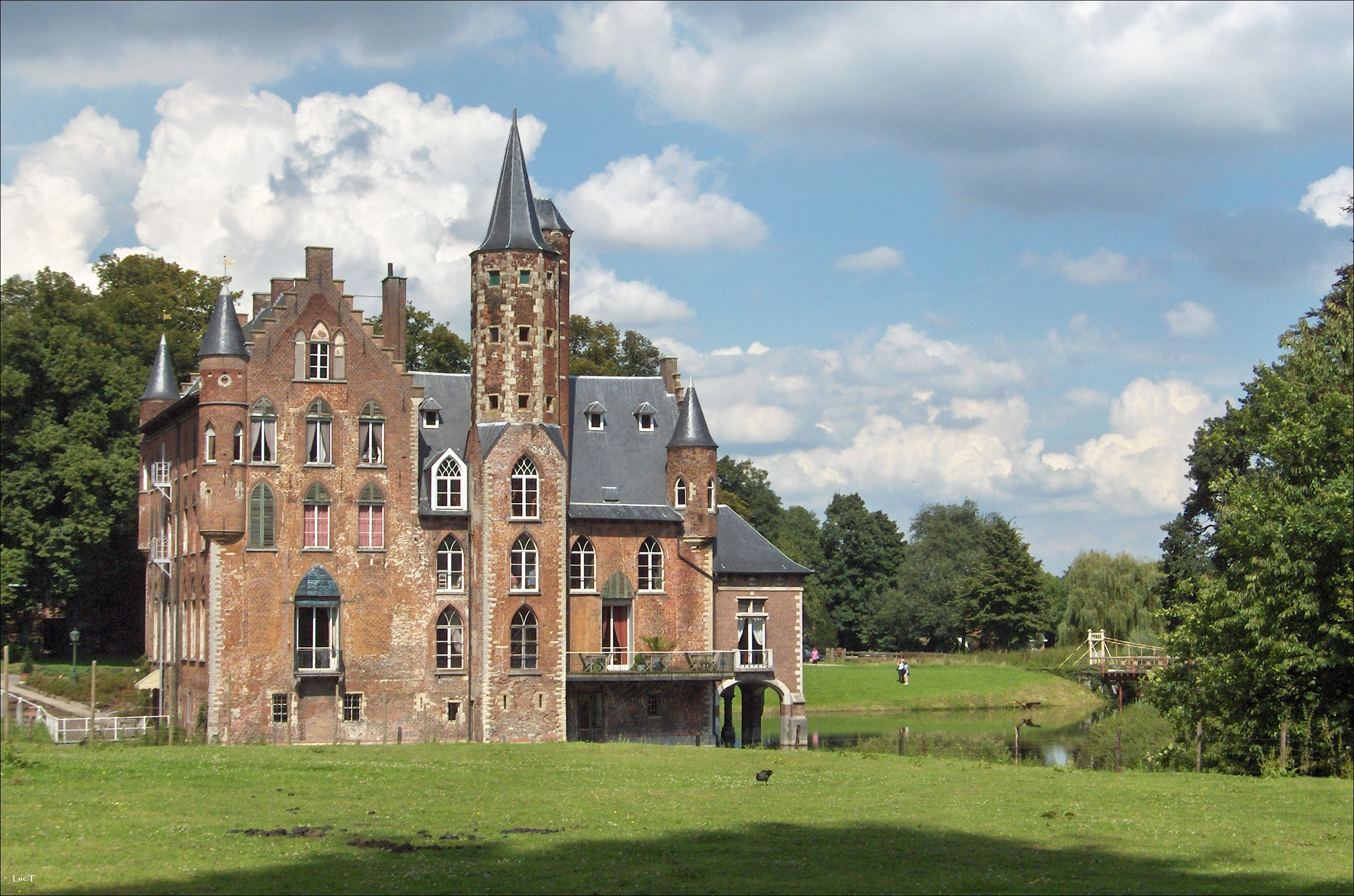
Het kasteel Wissekerke

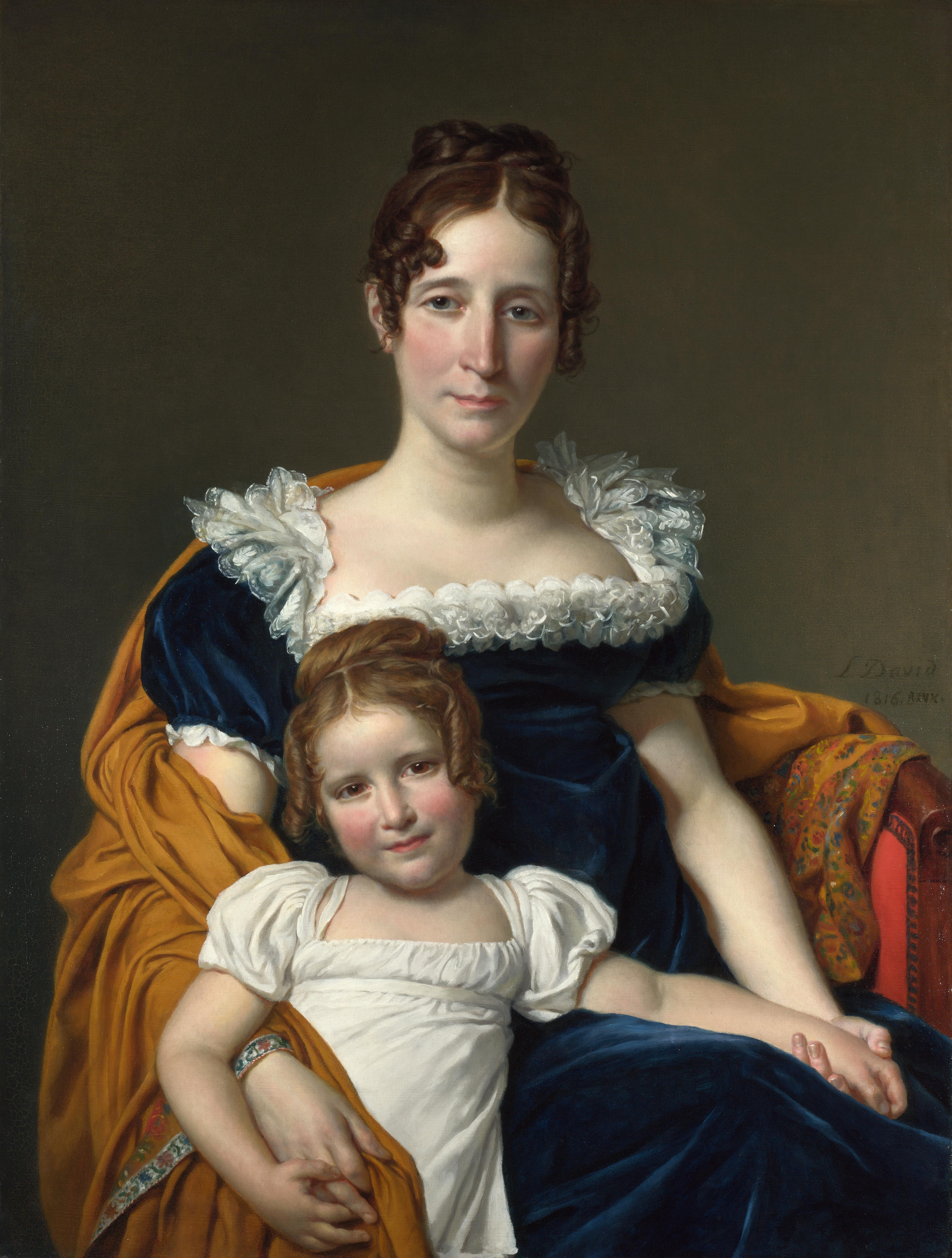
Burggravin Philippe en haar dochter Louise, geschilderd door Jacques-Louis David

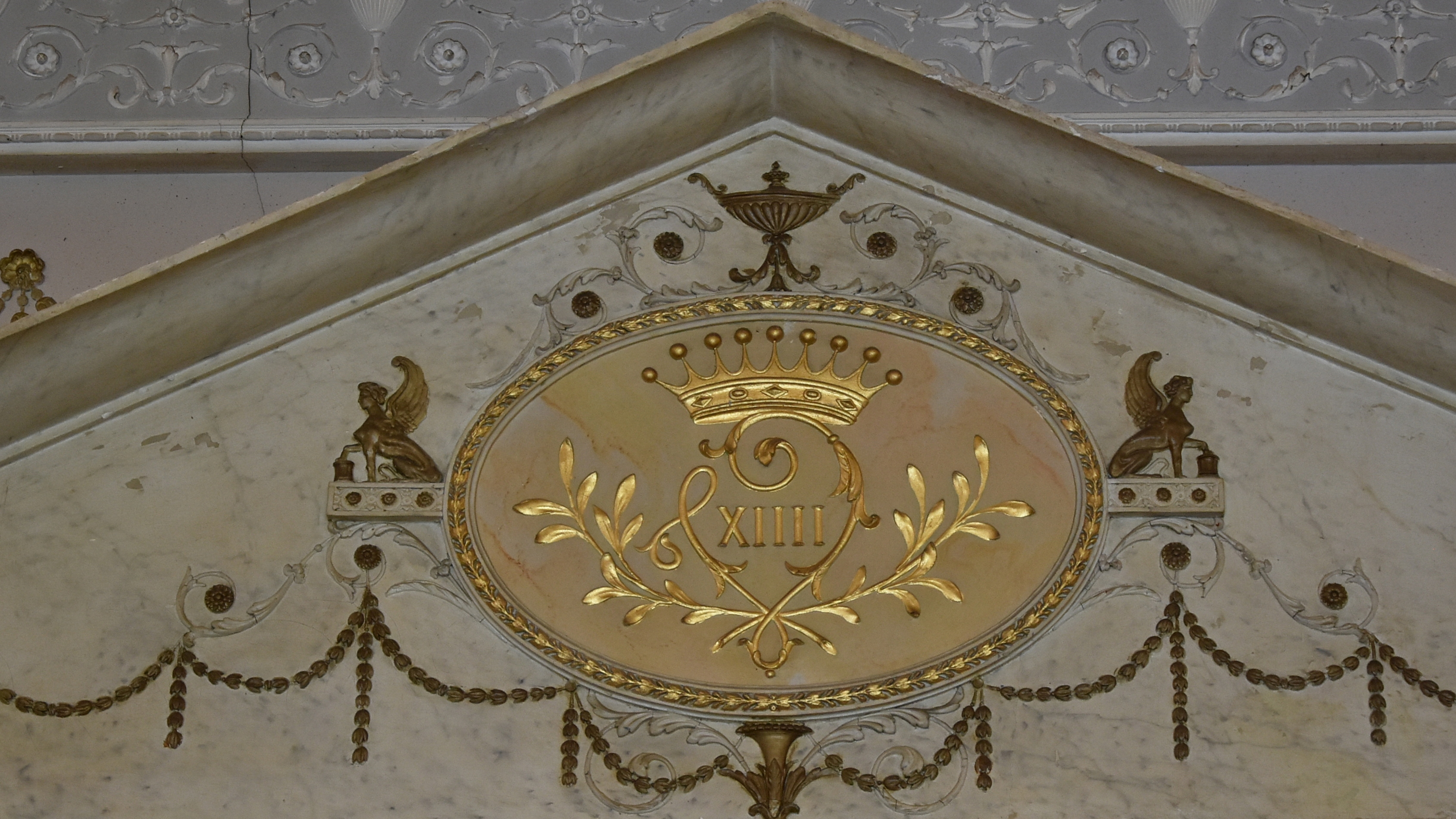
vergulde letters "V XIIII" met een gravenkroon erboven

Vilain XIIII (uitgesproken Vilain Quatorze) is een adellijk geslacht dat sinds 1758 de titel burggraaf voert. Leden van deze familie bekleedden hoge functies binnen het oude graafschap Vlaanderen, als volksvertegenwoordigers in het jonge België, en als burgemeesters van diverse Oost-Vlaamse gemeenten. Een zijtak was gevestigd te Leut, in de provincie Limburg.

## Geschiedenis
De vroegst bekende edelman met deze bijnaam, latere familienaam, was Walter Vilain, omstreeks 1250. Doorgaans wordt hij beschouwd als een zoon van Hugo II, de toenmalige burggraaf van Gent. Walter bezat het landgoed Sint Jansteen (Zeeuws-Vlaanderen) met de bijhorende heerlijkheid Inghelosenberghe. In plaats van zich te noemen naar het amper bekende plaatsje, noemde de familie zich kortweg vil(l)ain of vileyn. Het Latijnse villanus betekent “van het dorp”, maar het Franse vilain betekent “kwaadaardig”. De Vilains zouden beschikken over Inghelosenberghe tot 1696. Daarna vormde het kasteel Wissekerke hun thuisbasis. In 1991 werd dat kasteel eigendom van de gemeente Kruibeke. Van 1822 tot 1920 hoorde ook het kasteel van Leut toe aan de familie.
Het nummer 14 werd vermoedelijk toegevoegd om twee familietakken te onderscheiden. Piet Lenders stelt dat het verschil ligt tussen een jongere en een oudere tak van de Vilains. Mogelijk begon het onderscheid bij Philippe Vilain (± 1650). Zijn wettige kinderen bleven zich uiteraard Vilain noemen. Hij had echter ook een buitenechtelijke zoon, Josse Vilain, die geen aanspraak kon maken op de erfenis maar wel 14 bunders grond ontving van zijn natuurlijke vader. Zijn nakomelingen waren de Vilains van de 14 bunders, of kortweg Vilain-14. Opmerkelijk is dat het Romeinse cijfer niet geschreven wordt als XIV. Misschien had dit te maken met een dissociatie van Lodewijk XIV van Frankrijk, die in die tijd voortdurend oorlog voerde in de Zuidelijke Nederlanden.
Over het hoge getal achter de familienaam – té hoog om een volgnummer te zijn – werd wel eens schamper gesproken. Een anekdote verhaalt dat Willem I der Nederlanden aan Philippe-Louis de vraag stelde (vertaald uit het Frans): “Uw familie is nog altijd genummerd, zoals de rijtuigen die men kan huren?” Philippe-Louis toonde zijn lef door te antwoorden met “Ja Sire, en ook zoals vorsten”, waarmee hij zich op gelijke hoogte stelde als zijn koning. Volgens een latere theorie zou die anekdote een oudere oorsprong hebben, en ging het gesprek tussen keizer Jozef II en Philippe-Mathieu.

## Enkele familieleden
- Jean Jacques Philippe Vilain XIIII (1712-1777), burgemeester van Aalst en Gent, voorzitter van de Staten van Vlaanderen en econoom
  - Philippe Mathieu Ferdinand Jean Ghislain Vilain XIIII (1753-1810), grootbaljuw van Gent
    - Philippe Vilain XIIII (1778-1856), industrieel; burgemeester van Bazel, Gent en Rupelmonde; achtereenvolgens lid van de Tweede Kamer, het Nationaal Congres en de Senaat; gehuwd met Sophie-Louise-Zoé de Feltz (1780-1853), hofdame van aartshertogin Marie Louise van Oostenrijk en van Louise Marie van Orléans
      - Charles-Ghislain Vilain XIIII (1803-1878), lid van het Nationaal Congres, volksvertegenwoordiger en voorzitter van de Kamer; diplomaat; gouverneur van Oost-Vlaanderen, burgemeester van Leut
      - Alfred Vilain XIIII (1810-1886), burgemeester van Rupelmonde en Bazel, provincieraadslid van Oost-Vlaanderen en senator
        - Stanislas Vilain XIIII (1838-1926), burgemeester van Bazel, provincieraadslid van Oost-Vlaanderen en senator
          - Georges Vilain XIIII (1866-1931), industrieel, provincieraadslid van Oost-Vlaanderen, burgemeester van Bazel en senator

  - Charles Joseph François Vilain XIIII (1759-1808), militair officier en burgemeester van Laarne, Wetteren en Schellebelle
    - Charles Hippolyte Vilain XIIII (1796-1873), burgemeester van Wetteren, provincieraadslid van Oost-Vlaanderen, lid van het Nationaal Congres en volksvertegenwoordiger
      - Adrien Vilain XIIII (1861-1940), burgemeester van Maisières en senator